# Hanja
Hanja és el nom coreà per als caràcters xinesos; més específicament es refereix als caràcters xinesos que es van adoptar i incorporar a la llengua coreana amb la fonètica coreana. Hanja-mal o hanja-eo es refereix a les paraules que es poden escriure en hanja, mentre que hanmun (한문, 漢文) es refereix a l'escriptura xinesa clàssica. Atès que el hanja mai no es va reformar substancialment, els caràcters són pràcticament idèntics als caràcters tradicionals xinesos. Tot i que va ser una forma d'escriptura important en l'Antiguitat, en l'actualitat no se'n fa ús per a escriure les paraules coreanes autòctones; de fet, fins i tot es tendeix a utilitzar l'alfabet coreà, el hangul per a escriure les paraules d'origen xinès.